# Tour Gallo
La Tour Gallo (en italien : Torre del Gallo) est une tour de guet côtière située sur l'île d'Elbe près du port de Portoferraio, dans la province de Livourne en Toscane,.

## Histoire
La tour Gallo doit son nom à la présence ancienne, sur son sommet, d'un coq en bronze doré qui, selon la tradition, était l'œuvre du sculpteur Giambologna et symbolisait le « nuova alba" de la ville fortifiée de Cosmopoli (Portoferraio), fondée par le grand-duc Cosme Ier de Médicis. Cette œuvre a été volée à la fin du XVIIIe siècle. La structure est située sur le Moletto della Sanità qui ferme la zone portuaire au sud-ouest ; C'est précisément la jetée qui donne son nom au phare de la Marina Militare, appelé Faro del Moletto della Sanità, situé sur la tour.
Le phare maritime, qui surplombe le sud-est de la mer de Ligurie, est alimenté électriquement et possède une optique fixe, et est équipé d'une lampe de 60 W qui émet deux lumières rouges continues pour l'éclairage nocturne de la jetée. Le système d'éclairage des feux de circulation a été activé en 1902, étant placé sur la Tour Gallo préexistante qui a été construite en 1733 et reconstruite en 1934 après la reconstruction de la jetée correspondante.

## Description
La tour est trapue, de plan quadrangulaire, avec une base à escarpement cordé et une galerie intérieure ; dans la partie centrale du sommet de la façade orientale repose une structure turriforme plus petite, de section carrée, qui se termine au sommet par un coq métallique qui donne son nom à la structure. À l'origine, en plus de remplir des fonctions défensives, c'était le siège du lazaret ; après la reconstruction de la jetée, la tour abrita la caserne de la Police Royale Financière à partir de 1934.